# 艾達縣 (愛荷華州)
艾達縣（英語：Ida County）是美國愛阿華州西部的一個縣。面積1,119平方公里。根據美國2000年人口普查，共有人口7,837人。縣治艾達格羅夫 （Ida Grove）。
成立於1851年1月15日，縣政府成立於1859年1月1日。縣名來自克里特島上的艾達山。